# Смертельний лабіринт 2: Небезпека всюди
«Смертельний лабіринт 2: Небезпека всюди» (англ. Escape Room 2 точний переклад — « Квест-кімната 2») — американський фільм в жанрі психологічного хоррора режисера Адама Робітела, сиквел фільму «Смертельний лабіринт» 2019 року. Прем'єра була запланована на 6 січня 2022 року, але пізніше була перенесена на 15 липня 2021 року.

## Сюжет
Зої Девіс та Бену Міллеру вдалося вижити в смертельній грі, влаштованій організацією «Мінос». Зої знаходить координати штаб-квартири в Нью-Йорку та переконує Бена протистояти організації. Також Зої відвідує психотерапевта, яка запевняє її, що гри не існує. Вибираючи, що зробити — позбутися боязні польотів літаком, або побороти «Мінос», Зої обирає друге. Бену сниться страшний сон про нову пастку.
Пара знаходить штаб-квартиру покинутою та зустрічається з волоцюгою, який краде намисто Зої. Вона та Бен переслідують крадія у метро і потрапляють у окремий вагон. Він відділяється від решти поїзда та їде на віддалену станцію. В тому ж вагоні опиняються четверо інших пасажирів — Рейчел, Бріанна, Нейтан і Тео. Всі вони виявляються «переможцями» попередніх квест-кімнат, оскільки вижили в них всупереч задуму Архітектора.
У вагон починають бити дедалі сильніші електричні розряди. Голос диспетчера підказує шукати полишені в вагоні предмети. Тео бере ручку від дверей, але цього виявляється замало і ще треба знайти жетони, підказками до яких є помилки в рекламі вагону. Вклавши жетони в приймач, команда вимикає струм, але Тео гине. Нейтан розповідає, що його група квест-кімнат складалася виключно зі священників, Бріанна — з інфлюенсерів, а Рейчел — з людей, які не відчувають фізичного болю.
Наступна кімната — це банк із сховищем, що повільно закривається, та смертельною лазерною системою безпеки, що вмикається, коли наступити на певні плитки на підлозі. Гравці знаходять у депозитних скриньках підказки щодо безпечного маршруту кімнатою. Нейтан, не дочекавшись чергової підказки, йде навмання і активує лазери. Бріанна здогадується де схований план з повним маршрутом і групі вдається втекти до сховища в останні секунди. Зої забігає останньою та зауважує часті згадки в кімнатах імені «Соня» й те, що квест-кімнати не мають жодного очевидного зв'язку з біографіями учасників групи, на відміну від попереднього разу.
У наступній кімнаті міститься пляж з баченої в метро реклами. На пляжі лежать різноманітні предмети, серед яких декілька лопат і металошукач. Група знаходить закопаний якір, коли всі учасники починають тонути в піску. Поки Рейчел тоне, Нейтан жертвує собою, щоб врятувати її, і його поглинає пісок. Бріанна здогадується, що вихід знаходиться в холодильнику у прибережному ресторані. Зої проте знаходить альтернативний вихід за намальованим Місяцем. Виникає суперечка про те, який шлях обрати. Рейчел і Бен стають на бік Зої. Бріанна тікає через холодильник, поки Рейчел і Зої тікають у тунель за Місяцем, а Бен тоне в піску
Зої та Рейчел вибираються назад у місто. Спочатку радіючи, що згодом розуміють, що це теж декорації. Також вони зустрічають Бріанну, яка повідомляє, що згори періодично ллється дощ кислоти. Щоб сховатися від нього, слід розшукати ключ від крамниці. Перший дощ вдається перечекати під навісом, але кислота спалює його. Гравці ховаються в таксі, але Рейчел і Бріанну замикає всередині, а Зої опиняється назовні. Вона рятується в телефонні будці, де підлога розкривається.
Тепер Зої опиняється у кімнаті, схожій на горище. Там лежить щоденник Соні, в якому розповідається, що кімнати засновані на веселому дні, який вона провела з матір'ю. Зої зустрічає Аманду Гарпер, яка пережила падіння у попередній грі й тепер змушена розробляти квест-кімнати для «Міноса», щоб їй повернули дочку Соню. Аманда і благає Зої стати наступною авторкою головоломок для «Міноса», попереджаючи, що її в усякому разі примусять. Їхню розмову перериває поява Бена, замкненого клітці. Коли Зої відмовляється виконувати вимогу «Міноса», клітка починає занурюватися під воду. Зої зауважує, що все навкола — декорації, та підпалює їх, погрожуючи «Міносу» знищити всю його гру. Завдяки жару від полум'я скляна передня стіна клітки лускає і Бен рятується.
Герої тікають у залаштунки гри та вибираються зі штаб-квартири «Міноса». Вони повідомляють про свої знахідки поліції, яка знаходить тіла Рейчел, Бріанни, Нейтана та Тео. Агент ФБР запевняє Зої, що керівників «Міноса» знайдуть.
Сповнена впевненості, Зої вирішує полетіти літаком додому з Беном. На борту вона бачить жінку, схожу на її терапевта, а потім розуміє, що це чергова квест-кімната. Спотворений голос Архітектора заявляє, що тільки він вирішує, коли закінчиться гра. Літак починає падати, і салон заповнює газ.

## В ролях

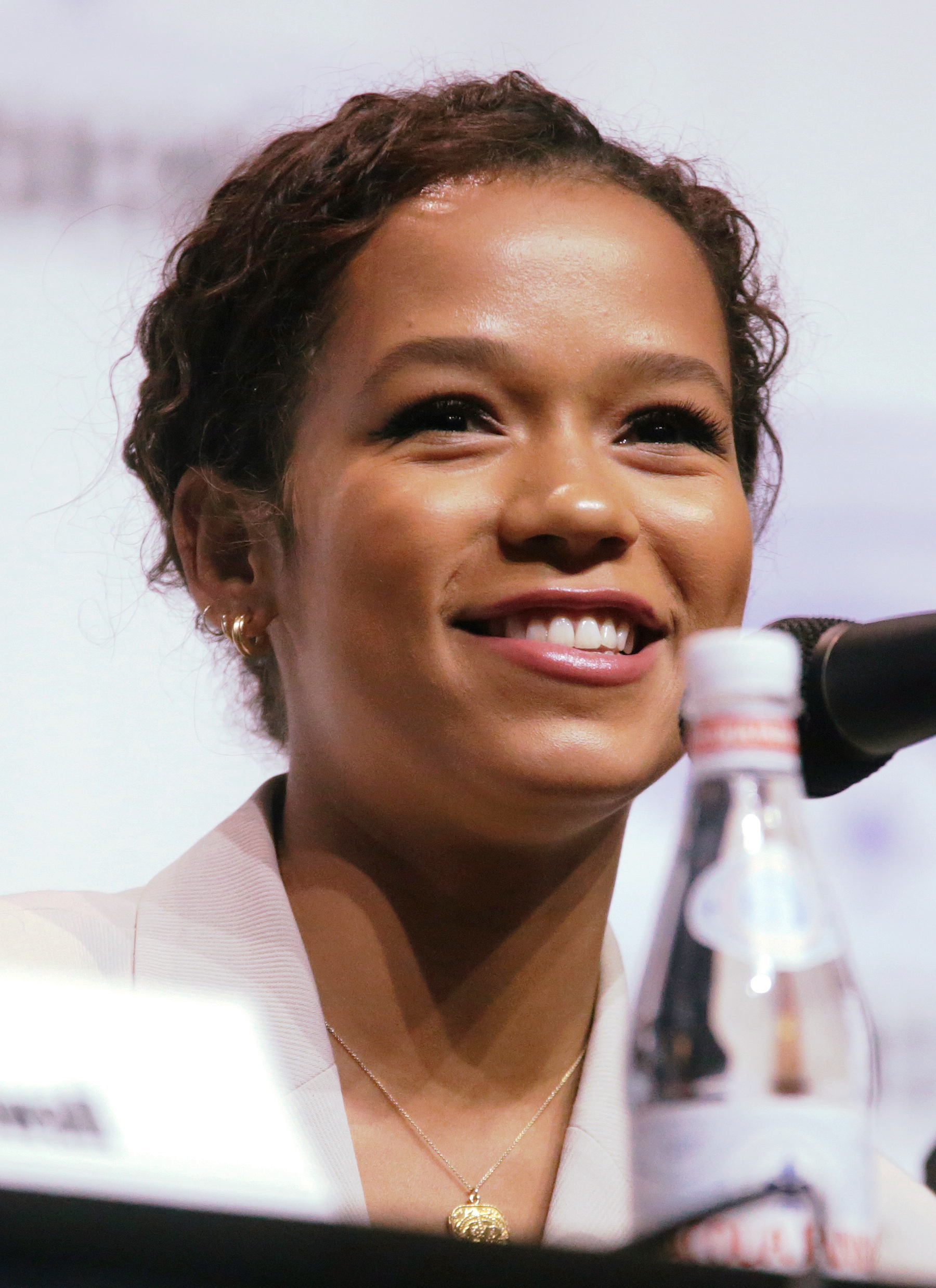
Тейлор Расселл зіграє Зої Дейвіс

- Тейлор Расселл — Зої Дейвіс[5]
- Логан Міллер — Бен Міллер
- Дебора Енн Волл — Аманда Гарпер
- Холланд Роден — Рейчел Елліс
- Індія Мур — Бріанна Кольєр
- Томас Кокерел — Нейтан[6]
- Карліто Оліверо — Тео
- Ізабель Фурман — Клер
- Джеймс Фрейн — Генрі
- Таня ван Граан — Соня

## Виробництво
У лютому 2019 року було оголошено, що фільм «Смертельний лабіринт» (англ. Escape Room отримає продовження, його режисером знову стане Адам Робітел, сценаристом — Брег Ф. Шут, а продюсером — Ніл Х. Моріц. У жовтні 2019 року сайт Collider оголосив, що в сиквелі знімуться Тейлор Расселл і Логан Міллер, які зіграли в першому фільмі, а також Ізабель Фурман. Через два тижні стало відомо, що в сиквелі також зіграють Холланд Роден, Томас Кокерел, Індія Мур і Карліто Оліверо.
У квітні 2019 року Робітел заявив в інтерв'ю Bloody Disgusting, що одна з проблем, з якими зіткнулася виробнича команда при розробці, полягала в тому, щоб з'ясувати, як спроектувати нові квест-кімнати, які перевершать ті ж, що були в оригінальному фільмі. Він задумав заключну сцену першого фільму, в якій була зображена квестова кімната, замаскована під викрадений літак, щоб припустити, що організація «Мінос», що стоїть за смертоносними квестами, може бути більш могутньою, зловісною і схильною до стеження, ніж вважалося раніше, що він планував детальніше в сиквелі.

## Реліз
Спочатку планувалося, що фільм вийде в прокат 17 квітня 2020 року. Однак згодом реліз кілька разів переносився на пізніші терміни. Очікувалося, що фільм вийде 1 січня 2021 року, але в підсумку прем'єру знову зрушили на цілий рік на 6 січня 2022 року. Пізніше прем'єра була перенесена на 15 Липня 2021 року.

## Сприйняття
На Rotten Tomatoes фільм схвалили 52 % критиків, із середнім рейтингом 5,4/10. Консенсус критиків вебсайту повідомляє: «„Смертельний лабіринт“ може сподобатися шанувальникам оригіналу, які сподівалися на продовження, але його дедалі складніші правила створюють дуже неприємний ігровий вечір». На Metacritic середньозважений бал склав 48 зі 100 на основі, що вказує на «змішані або посередні» відгуки.
Джонні Олексинський у New York Post прокоментував, що цього разу оточення менш вигадливе та зосереджене на обпіканні й утопленні. Персонажі непереконливо швидко вирішують завдання і це виснажує глядачів.
Крісті Пучко на IGN писала: без сформованих персонажів смерті мають мало емоційної ваги, а в організації завдань немає очікуваного символізму. Нова команда складається з переможців попередніх ігор, але тепер відомо, що гра не передбачає виграшу, а минуле ніяк не впливає на поведінку в цьому квесті. Шалений темп фільму не дає глядачам самим досліджувати кадр у пошуках підказок, а персонажі з цієї причини постійно коментують події замість дозволити глядачам подумати самим.
Згідно з Беном Трейвісом у Empire, більшість фільму складається з панічних вересків, коли час спливає, і все це доводить, що спостерігати за тим, як люди розгадують підказки та сперечаються, не так весело, як розгадувати підказки та сперечатися самим. Самі камери смерті — від електрифікованого вагона метро до розлогого пляжу — одночасно розкішні та прості. А закінчується все цинічним фіналом, який нічого не закінчує.